# Bauhinia cuyabensis
Bauhinia cuyabensis är en ärtväxtart som beskrevs av Ernst Gottlieb von Steudel. Bauhinia cuyabensis ingår i släktet Bauhinia och familjen ärtväxter.

## Underarter
Arten delas in i följande underarter:
- B. c. cuyabensis
- B. c. ferruginea
- B. c. olfersiana